# دهیگاما
دهیگاما (به لاتین: Dehigama) یک منطقهٔ مسکونی در سری‌لانکا است که در استان مرکزی (سری‌لانکا) واقع شده‌است.